# Distretto di Puños
Il distretto di Puños è uno degli undici distretti della provincia di Huamalíes, in Perù. Si trova nella regione di Huánuco e si estende su una superficie di 101.75 chilometri quadrati.